# 산마르틴 투쿠만
산마르틴 투쿠만(Club Atlético San Martín, CA 산마르틴)는 아르헨티나 투쿠만을 연고로 하는 축구 클럽으로, 1909년 11월 2일 창단되었다. 2007/08 시즌 프리메라 B 나시오날 우승을 차지하면서 프리메라 디비시온으로 승격했다. 산마르틴은 대부분의 시즌을 2부 리그 이하에서 보내긴 했지만 1988/89 시즌과 1991/92 시즌에 프리메라 디비시온에 참가한 적이 있다.

## 엘 투쿠마노
산마르틴은 같은 지역을 연고로 하는 CA 투쿠만과 로컬 더비관계에 있다. 이들의 더비를 클라시코 투쿠마노(Clásico tucumano) 또는 엘 투쿠마노(El tucumano)라고 한다.

## 선수 명단

### 현역
참고: FIFA 자격 규정에 따라 소속된 국가대표팀 국기를 표시합니다. 선수는 복수의 FIFA 비회원국 국적을 가지고 있을 수 있습니다.
| 번호 | 포지션 | 국적 | 이름          |
| ---- | ------ | ---- | ------------- |
| -    | DF     |      | 후안 오레야나 |

| 번호 | 포지션 | 국적 | 이름 |
| ---- | ------ | ---- | ---- |

## 역대 감독
| 감독          | 임기        |
| ------------- | ----------- |
| 엔소 트로세로 | 1997 ~ 1998 |